# 내셔널 사커 리그 (오스트레일리아)
내셔널 사커 리그는 과거 오스트레일리아의 최상위 축구 리그였다.
1977년부터 2004년까지 운영되었다.